# Sarral
Sarral è un comune spagnolo di 1 715 abitanti situato nella comunità autonoma della Catalogna.